# La Unión (Dos de Mayo)
La Unión (fundada y hasta 1875 llamada Aguamiro) es una ciudad peruana capital del distrito de La Unión y a la vez de la provincia de Dos de Mayo ubicada en el departamento de Huánuco. El nombre de la ciudad fue cambiado por Ley del 5 de febrero de 1875 por la evidente conurbación de las localidades de Aguamiro y Ripán (actual capital del vecino distrito homónimo), las cuales están conectadas por dos puentes sobre el río Vizcarra, que es el límite natural entre ambos distritos.
Aguamiro (La Unión) está ubicada en la margen derecha y Ripán en la margen izquierda. A pesar de la separación de Ripán con la creación del distrito del mismo nombre en 1958, la localidad no ha recuperado su nombre original.
Cuenta con un hospital regional. En sus cercanías sobre una meseta plana de casi 3600 m s. n. m. (12.000 pies sobre el nivel del mar) se encuentran las ruinas de la antigua ciudad inca de Huanucopampa  (también llamada Huanucomarca o Huánuco Viejo). La festividad más importante se lleva a cabo a finales de julio y se llama "La Fiesta del Sol".

## Geografía

### Ubicación
Las coordenadas son: 9°49′4.48″S 76°48′04.73″O / -9.8179111, -76.8013139. 
Ocupa un espacio del valle del Vizcarra, el cual sirve de límite a los poblados que lo conforman: Ripán, en el Distrito de Ripán y Aguamiro en el Distrito de La Unión, a su vez a ambos distritos, los cuales se comunican mediante dos puentes, a una altitud de 3204 m s. n. m., correspondiente a la región Quechua, según Javier Pulgar Vidal en su clasificación de las 8 regiones naturales del Perú. Lo estrecho del valle le da una configuración alargado norte - sur, delimitado en el este por la meseta de Huánuco Pampa y el cerro Pallka, por el oeste con las estribaciones de la parte alta del valle, en donde se ubican los poblados de Anchacgrande, Cochabamba y Liriopampa del distrito de Ripán. Por la cercanía con el poblado de Ripán (basta con solamente cruzar uno de los dos puentes), con frecuencia a ambos poblados se le menciona con el nombre de La Unión, a veces se le llama La Unión - Ripán. 
Los dos puentes, que cruzan el río, tienen diferentes características:
- El primer puente hecho a base de piedra, cal y canto se denomina puente Cáceres, utilizado únicamente para tránsito peatonal y ciclista.

- El segundo hecho de acero y madera (piso del puente), denominado puente Unión, si es utilizado para transporte motorizado (buses, camiones, etc) y también peatonal.

Por su ubicación la ciudad es punto de acceso hacia las demás localidades de las provincias que limitan con Dos de Mayo: Llata, Chavinillo, Huánuco, Rondos, etc; así como también con los demás distritos de la provincia: Sillapata, Pachas, Yanas, Marias, etc. Incluyendo Huallanca hasta Huaraz o Chiquián en la región Ancash; en términos viales tiene la característica de ser una ciudad céntrica.

### Hidrografía

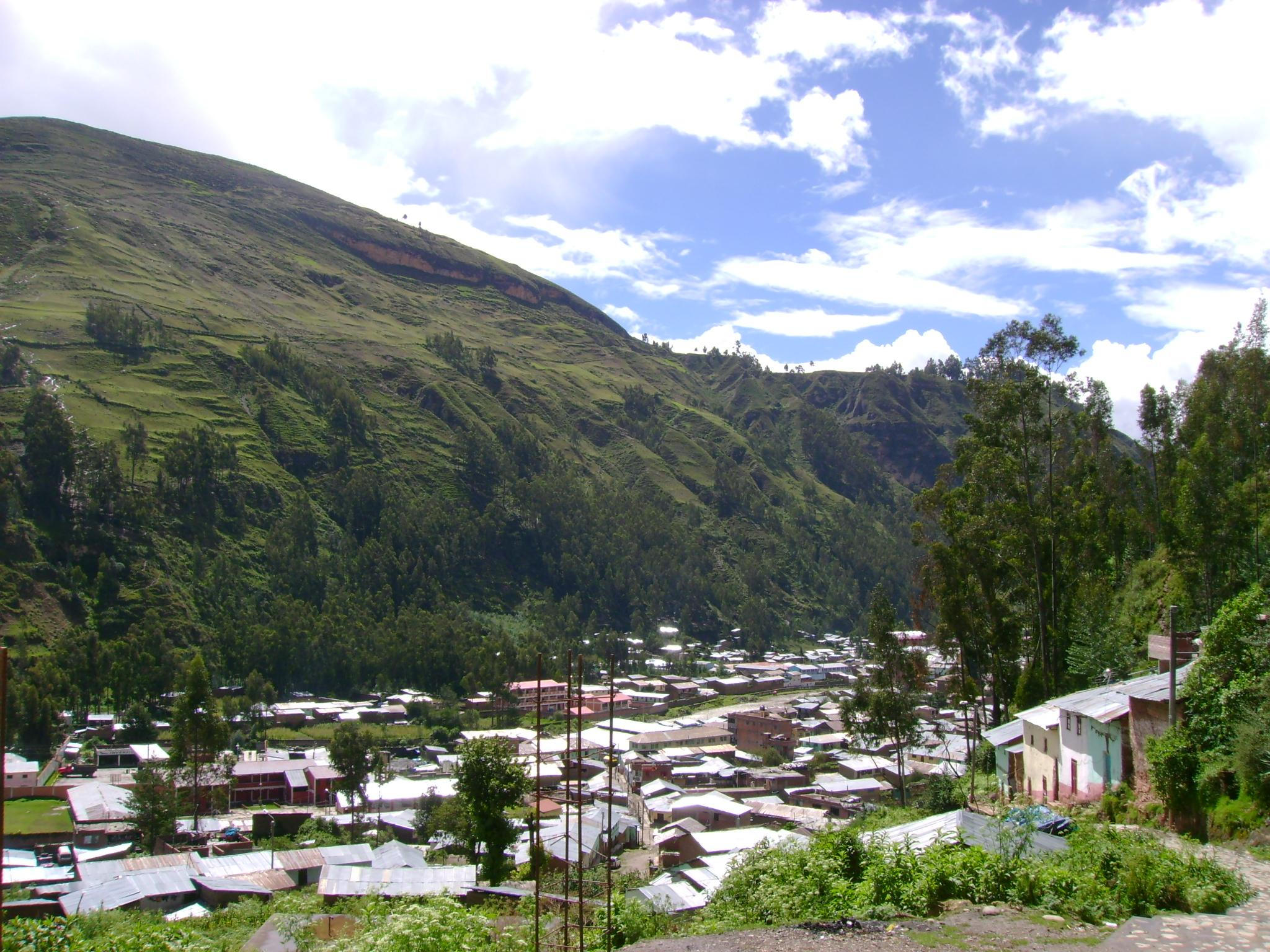
La Unión de mediodía a tarde.

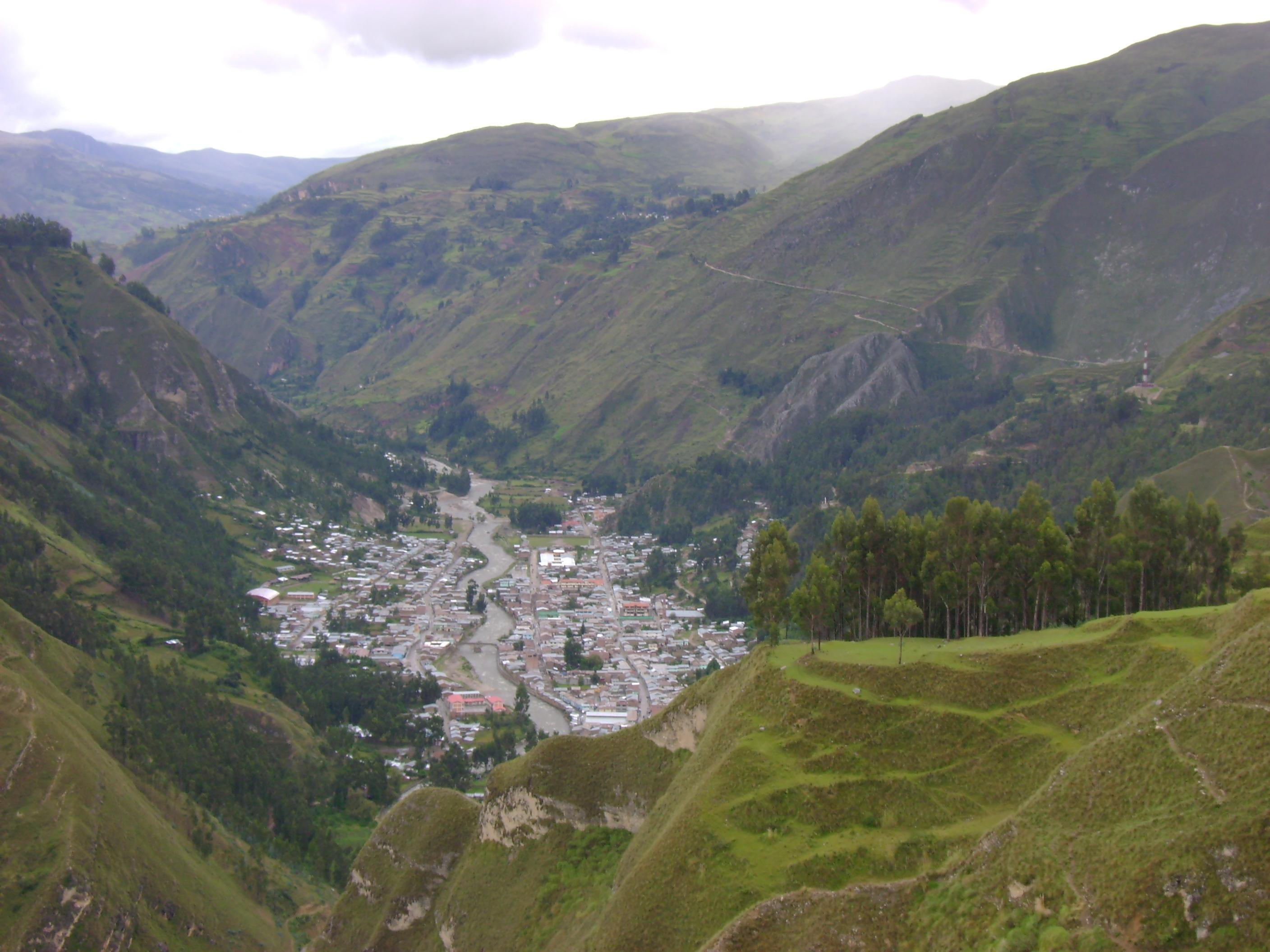
La Unión desde la orilla de Huánuco Pampa.

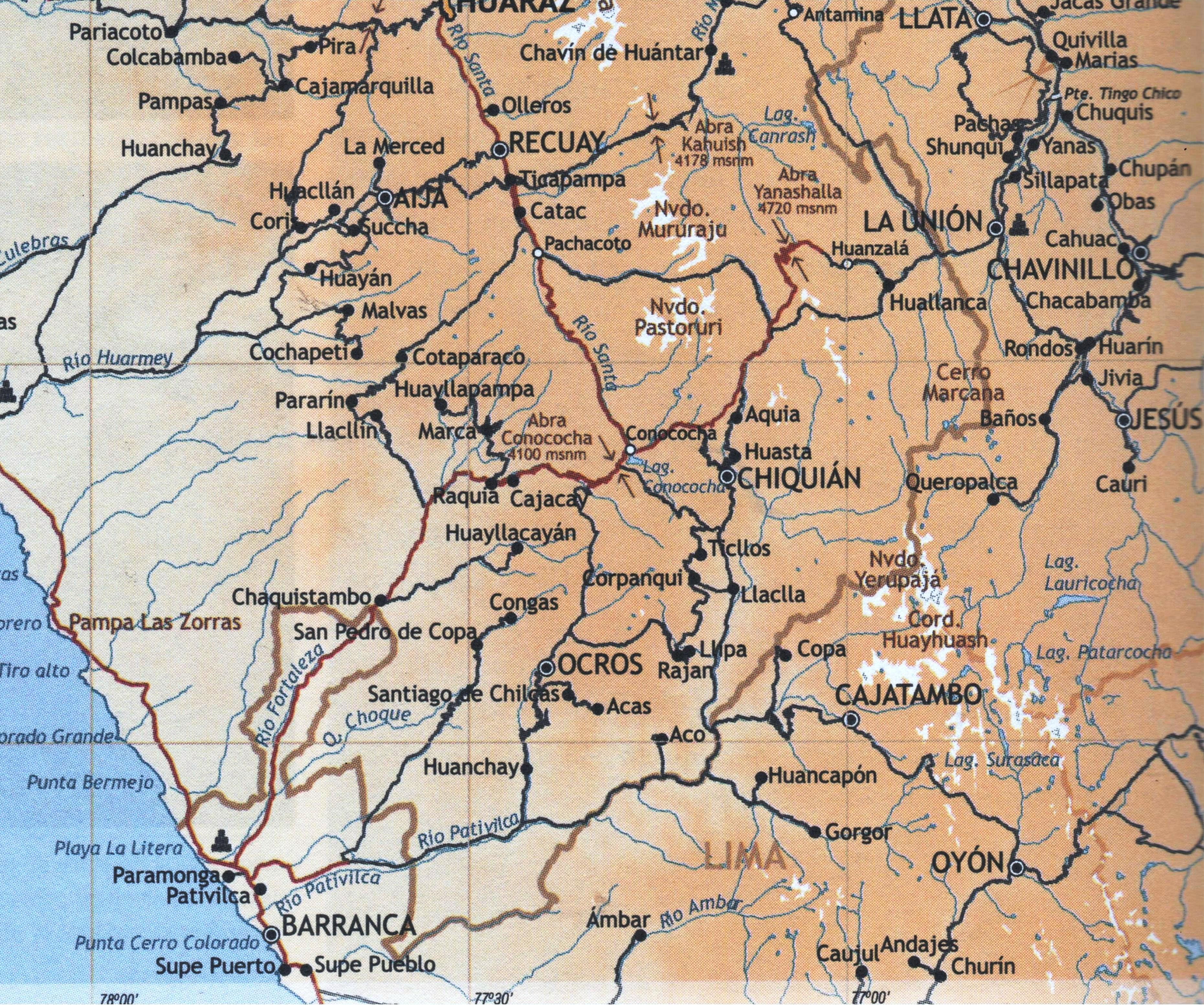
Mapa vial de La Unión, a partir de Paramonga, véase Chasquitambo, Raquia, Cajacay, Conococha, Chiquián, Aquia, Huanzala y Huallanca.

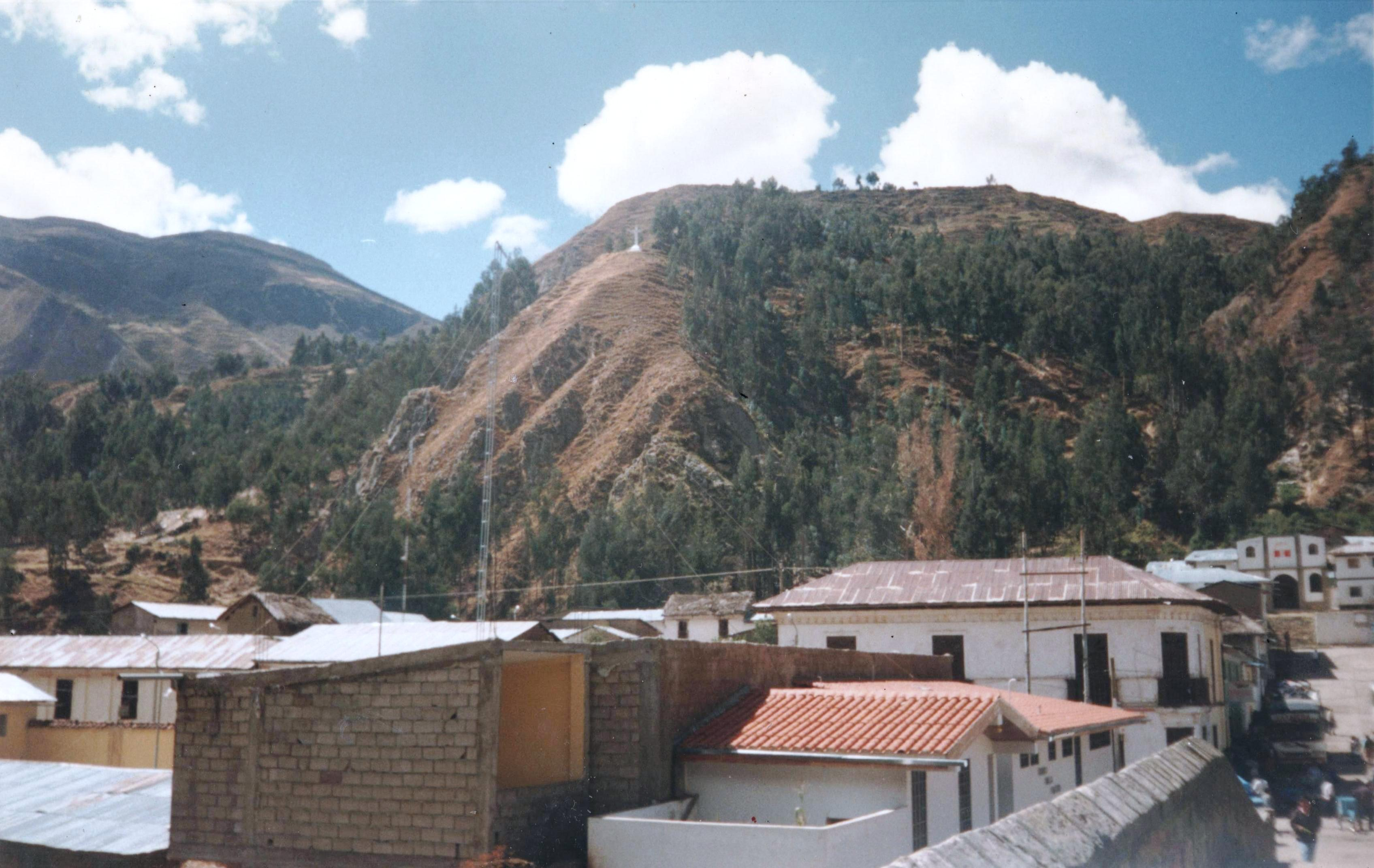
Cerro San Cristóbal - La Unión en verano de agosto de 1997.

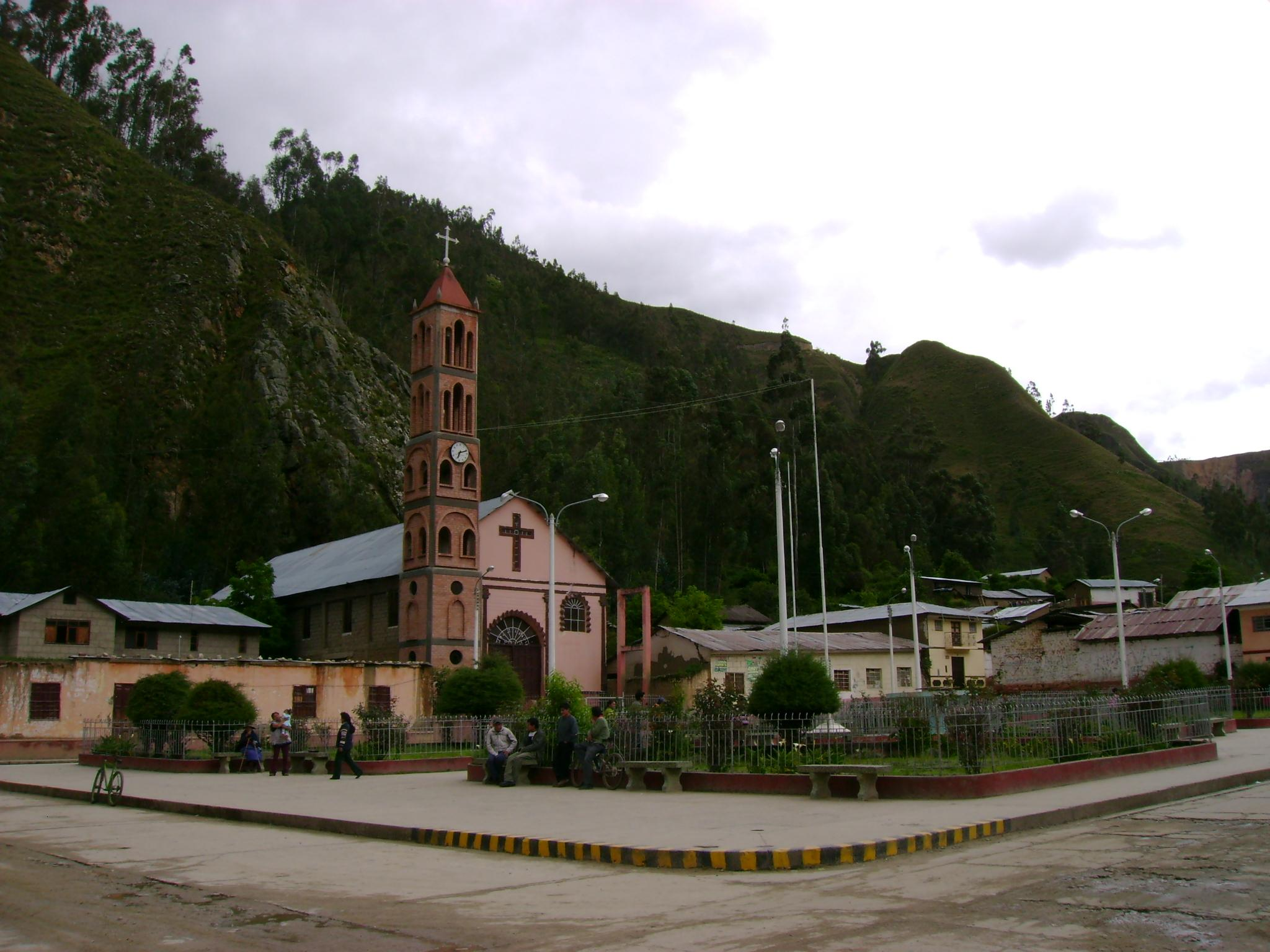
Anterior Plaza de Armas.

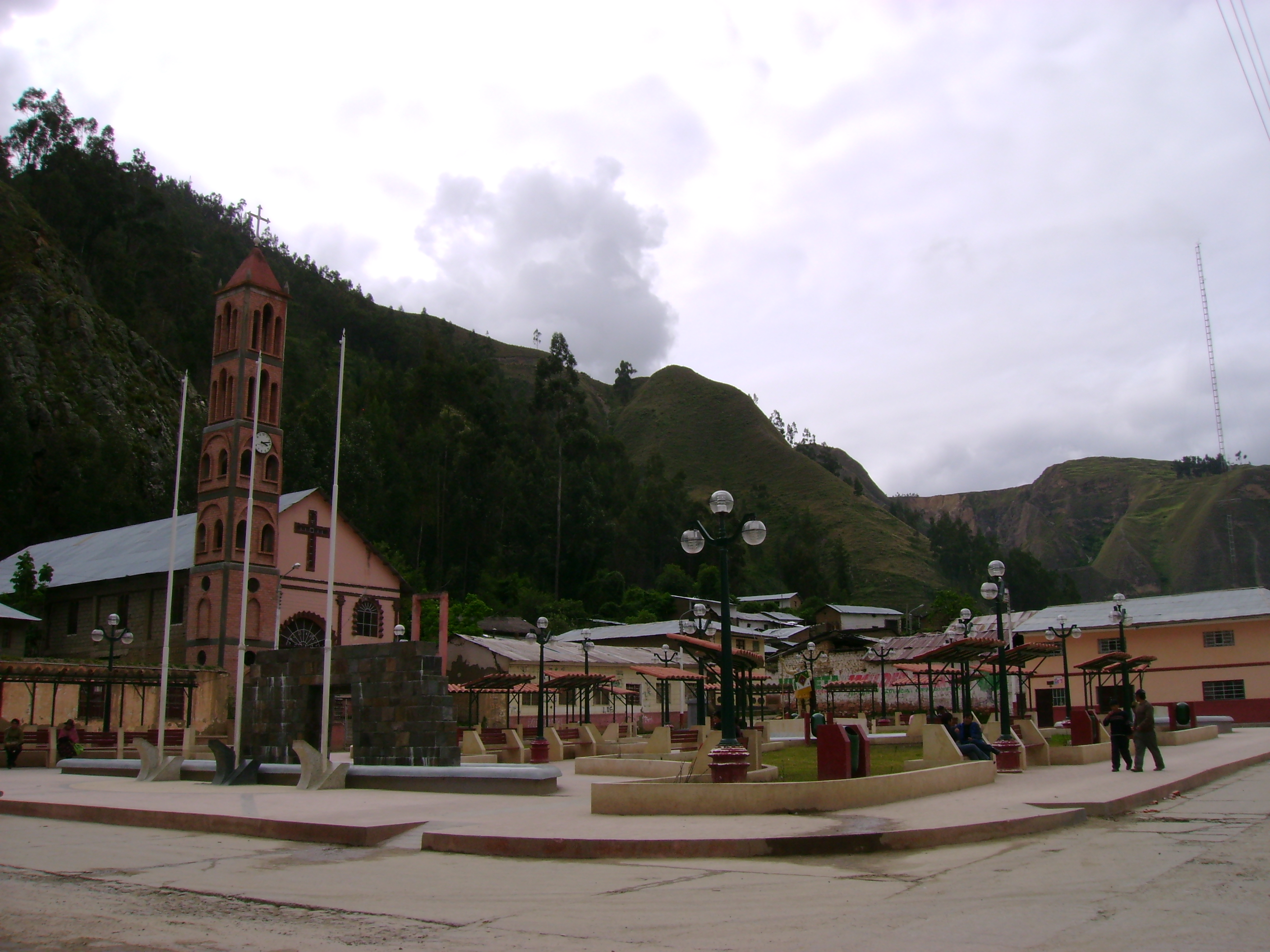
La remodelada Plaza de Armas.

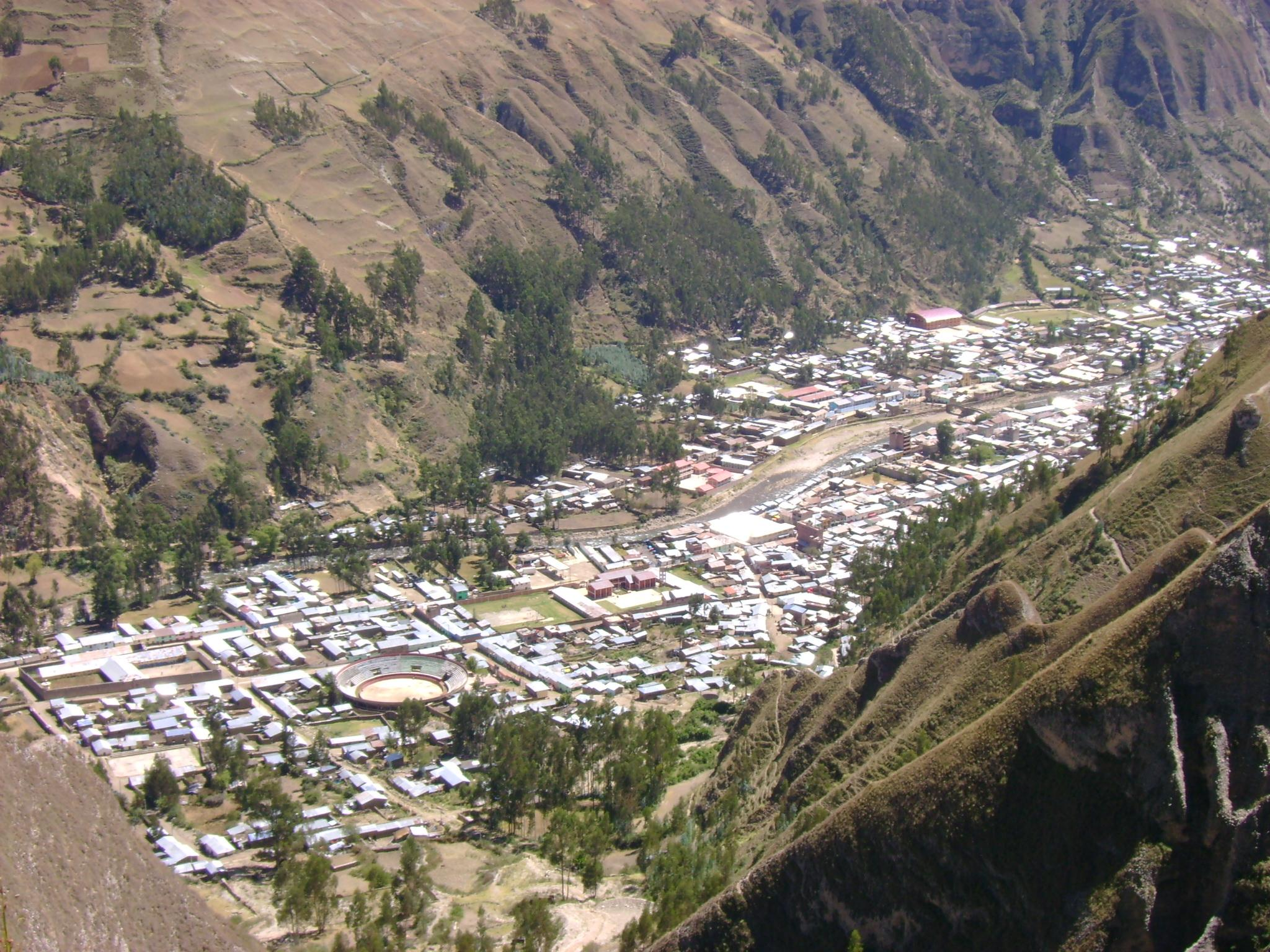
La Unión desde Gangash.

El río Vizcarra atraviesa la ciudad de sur a norte y por ser afluente del río Marañón, el poblado se ubica en el área del territorio huanuqueño que pertenece a la cuenca hidrográfica del segundo.

### Clima
Por su altitud, el clima es templado-seco-frigido. En los meses de noviembre a abril la estación es de invierno boreal que es temporadas de avenidas o lluvias y en los meses restantes (de mayo a septiembre) la estación seca (sequía) o verano, lo cual es mejor tiempo para ir a visitar el poblado.
Durante el invierno las lluvias son frecuentes y torrenciales y ocasionalmente ocurren granizadas y en los meses de veranos la insolación es fuerte y la amplitud térmica elevada con elevadas temperaturas durante el día, los cuales descienden muy por debajo del promedio durante la noche, así como también entre las áreas iluminadas y la sombra, debido a la escasa humedad atmosférica.
| Parámetros climáticos promedio de La Unión | Parámetros climáticos promedio de La Unión | Parámetros climáticos promedio de La Unión | Parámetros climáticos promedio de La Unión | Parámetros climáticos promedio de La Unión | Parámetros climáticos promedio de La Unión | Parámetros climáticos promedio de La Unión | Parámetros climáticos promedio de La Unión | Parámetros climáticos promedio de La Unión | Parámetros climáticos promedio de La Unión | Parámetros climáticos promedio de La Unión | Parámetros climáticos promedio de La Unión | Parámetros climáticos promedio de La Unión | Parámetros climáticos promedio de La Unión |
| Mes                                        | Ene.                                       | Feb.                                       | Mar.                                       | Abr.                                       | May.                                       | Jun.                                       | Jul.                                       | Ago.                                       | Sep.                                       | Oct.                                       | Nov.                                       | Dic.                                       | Anual                                      |
| ------------------------------------------ | ------------------------------------------ | ------------------------------------------ | ------------------------------------------ | ------------------------------------------ | ------------------------------------------ | ------------------------------------------ | ------------------------------------------ | ------------------------------------------ | ------------------------------------------ | ------------------------------------------ | ------------------------------------------ | ------------------------------------------ | ------------------------------------------ |
| Temp. máx. media (°C)                      | 18.5                                       | 17.8                                       | 17.8                                       | 18.9                                       | 19                                         | 19.7                                       | 19.9                                       | 20.4                                       | 20.2                                       | 19.8                                       | 19.6                                       | 19.2                                       | 19.2                                       |
| Temp. media (°C)                           | 12.2                                       | 12                                         | 11.8                                       | 12.1                                       | 11.2                                       | 10.7                                       | 10.4                                       | 11.1                                       | 11.8                                       | 12.3                                       | 12.4                                       | 12.1                                       | 11.7                                       |
| Temp. mín. media (°C)                      | 5.9                                        | 6.2                                        | 5.8                                        | 5.3                                        | 3.5                                        | 1.7                                        | 1                                          | 1.8                                        | 3.5                                        | 4.8                                        | 5.2                                        | 5.1                                        | 4.2                                        |
| Fuente: climate-data.org                   |                                            |                                            |                                            |                                            |                                            |                                            |                                            |                                            |                                            |                                            |                                            |                                            |                                            |

## Infraestructura y servicios
Cuenta con alumbrado eléctrico, servicio de agua y desagüe. En telecomunicaciones servicio de Internet y con cobertura mediante la operadora Claro, Movistar y Bitel.

## Transporte
Se llega mediante el itinerario de a través de la Panamericana Norte desde Lima hasta Paramonga, luego un desvío noreste hacia Chasquitambo, Cajacay, Conococha y Huallanca, en horas nocturnas, la vía es asfaltada solamente hasta Huallanca, a partir de ahí hasta La Unión la vía es una trocha en proyecto de ampliación. En este tramo se encuentra un semitunel estrecho y bajo en altura que se denomina Huajtahuaro, también conocido como la Cueva del gato debido a una leyenda local, que constituye un reto para los choferes de los buses que llegan y salen al poblado. 
En horas diurnas comprende a partir de Conococha: Chiquián, Aquia, Racrachacra y Huallanca. En este turno la vía a partir de la meseta de Conococha hasta pasando Racrachacra es trocha (sin asfaltar ni afirmar), el resto del trayecto es asfaltado como se mencionó anteriormente.
En ambos turnos para llegar a Huallanca a partir de Pachapaque, ubicado al pie de la Cordillera de Huallanca se debe cruzar la cordillera mencionado anteriormente, a través del abra de Yanashalla.

### Empresas de Transporte
- Turismo Cavassa
- Turismo Armonía
- Royal Bus
- Estrella Polar
- Expreso Aquiles
- Transportes Kamila Sac. TK-Buss

### Mapa Vial
El mapa muestra la carretera hacia La Unión, a partir de la localidad de Paramonga de las porciones limítrofes de las regiones de Ancash, Huánuco y Lima.

## Actividades económicas
Por su ubicación geográfica y ser la capital provincial, la principal actividad económica es el comercio, abasteciendo a las comarcas cercanas de productos que la provincia no puede generar que llegan de las demás ciudades principalmente de Lima y Huánuco, tales como frutales, equipos eléctrodomesticos, etc. Otras actividades que se vinculan con la mencionada anteriormente son la agricultura, la ganadería y confección de vestidos y trajes típicos para uso cotidiano y festividades. Y finalmente en menor medida pero en creciente aumento el turismo.   
Cuenta con un mercado central.

## Agencias bancarias
- Banco de la Nación

## Turismo
Cuenta con hospedajes y restaurantes para la atención de turistas. Por su altitud y ubicación en el valle goza de un clima templado seco lo que le hace ideal para la visita de personas que sufren enfermedades respiratorias, y ese aroma del ambiente a cielo, silencio y quietud que aún conserva que al visitante le hace entrar en un estado de tranquilidad lejos del bullicio y la vida monótona de las grandes ciudades. 
Es punto de partida para acceder a las ruinas incaicas de Huánuco Pampa el cual se accede mediante una trocha carrozable La Unión-Huanuco Pampa o pie ascendiendo por la quebrada de Marcarragra, asimismo a diferentes localidades de las provincias de Lauricocha, Ambo, Huánuco, Yarowilca y Huamalies, como se mencionó anteriormente. Además se puede llegar a los baños termales de Conoc, ubicado a 2 km de La Unión en el distrito de Rípan.
Desde el mirador ubicado en la cima del cerro San Cristóbal se puede vistas panorámicas de la ciudad, pero desde donde se pueden obtener vistas amplias del poblado y parte del valle del Vizcarra es desde el promontorio Gangash ubicado en las cercanías de Huánuco Pampa y en la parte alta de la quebrada de Marcarragra y también desde un filo de una quebrada de la meseta que marca el límite con el cañón, muy próximo a Gangash.

## Aguamirinos notables
- Augusto Cárdich
- Atilio Poblet Camiloaga. Artista Pintor, premiado en vida como Artista Nacional por el Instituto Nacional de Cultura de Huánuco, CIUDADANO EMÉRITO que destaca por sus pinturas sobre temas de la Escuela Cusqueña, paisajes, retratos, entre ellos el pintado personalmente para el General Odría.
- Gloria Montenegro Figueroa Docente universitaria, contadora pública y política peruana. Se desempeña como Ministra de la Mujer y Poblaciones Vulnerables del Perú desde 2019 y congresista de la República para el periodo parlamentario 2016-2021 por Alianza para el Progreso.